# Adwekcja (mechanika płynów)
Adwekcja (z łac. advectiō – „dowóz”, ang. advection) – w mechanice płynów i hydrodynamice podziemnej unoszenie substancji przez przepływający płyn w ten sposób, że prędkość unoszonej substancji równa jest prędkości przepływającego płynu.
Terminu substancja nie należy tutaj rozumieć dosłownie: adwekcji podlegać mogą unoszone ciała stałe (np. kawałki drewna pływające na powierzchni rzeki), drobne cząstki piasku, ciała rozproszone koloidalnie, ale również substancje chemiczne w postaci roztworzonej, a nawet ciepło. Adwekcji towarzyszą często procesy dyfuzji, dyspersji, sedymentacji, flotacji, kolmatacji, sufozji.